# 蒂萨圣马尔通
蒂萨圣马尔通（匈牙利語：Tiszaszentmárton）是匈牙利索博尔奇-索特马尔-拜赖格州所辖的一个村。总面积14.55平方公里，总人口1137，人口密度78.1人/平方公里（2011年1月1日）。